# Klumpvattnet (Ströms socken, Jämtland, 714373-146800)
Klumpvattnet är en sjö i Strömsunds kommun i Jämtland och ingår i Ångermanälvens huvudavrinningsområde. Sjön har en area på 3,81 kvadratkilometer och ligger 388,9 meter över havet. Sjön avvattnas av vattendraget Storån (Risedeån).

## Delavrinningsområde
Klumpvattnet ingår i det delavrinningsområde (714650-146621) som SMHI kallar för Utloppet av Klumpvattnet. Medelhöjden är 435 meter över havet och ytan är 17,84 kvadratkilometer. Räknas de 94 avrinningsområdena uppströms in blir den ackumulerade arean 291,7 kvadratkilometer. Storån (Risedeån) som avvattnar avrinningsområdet har biflödesordning 3, vilket innebär att vattnet flödar genom totalt 3 vattendrag innan det når havet efter 264 kilometer. Avrinningsområdet består mestadels av skog (74 procent). Avrinningsområdet har 3,8 kvadratkilometer vattenytor vilket ger det en sjöprocent på 21,4 procent.